# ريتشارد ثورنتون
ريتشارد ثورنتون (28 مارس 1853 - 30 مايو 1928) (بالإنجليزية: Richard Thornton)‏ هو لاعب كريكت بريطاني.

## وصلات خارجية
- ريتشارد ثورنتون على موقع إي آس بي آن كريك إنفو (الإنجليزية)